# تنکمان
تنکمان شهری در بخش تنکمان شهرستان نظرآباد استان البرز ایران است. در سال ۱۳۸۶ روستای تنکمان به شهر تبدیل شد.

## جمعیت
بر پایه سرشماری عمومی نفوس و مسکن در سال ۱۳۹۵ جمعیت این شهر ۴٬۶۵۴ نفر (در ۱٬۴۵۹ خانوار) بوده‌است.